# Vostok 4
Vostok 4 foi a quarta missão do Programa Vostok, o primeiro projeto tripulado do programa espacial soviético. O cosmonauta desta missão foi Pavel Popovich. O voo ocorreu entre 12 e 15 de agosto de 1962. A missão foi conjunta com a Vostok 3.
Lançada um dia depois da Vostok 3, esta missão conjunta foi a primeira a colocar duas espaçonaves em órbita simultaneamente e a primeira em que os cosmonautas comunicaram-se entre si via rádio no espaço.

## Tripulação
- Pavel Popovich

## Parâmetros da missão
- Massa: 4,728 kg
- Perigeu: 159 km
- Apogeu: 211 km
- Inclinação: 65.0°
- Período orbital: 88.2 min

## Missão
Os cosmonautas em órbita não tentaram um encontro, limitando-se a se posicionarem a um máximo de 6,5 km uma nave da outra, acima da distância pré-planejada de 5 km. Mesmo assim, Popovich comunicou ao controle de terra que conseguia ver a Vostok 3 e que a nave "se parecia com uma pequena lua na distância".
A missão teve como objetivo principal avaliar as condições físicas e mentais dos cosmonautas, sua coordenação motora e habilidades manuais, submetidos a um período prolongado de permanência na microgravidade. A missão, apesar de bem sucedida, teve dois contratempos para Popovich, que foi obrigado a conviver com uma temperatura de 10°C dentro da cabine por uma falha no sistema de suporte à vida, além de ter encerrado a missão antes do previsto. Antes do lançamento, Popovich foi instruído a transmitir o código "Observando tempestades", caso ele começasse a sentir os sintomas da doença do espaço, que haviam atingido Gherman Titov no voo anterior da Vostok 2. A menção às palavras de código, o controle de terra imediatamente providenciaria a reentrada automática da nave. Desafortunadamente para Popovich, quase ao fim do terceiro dia - de uma missão prevista para quatro, como  da Vostok 4 - ele reportou para Baikonur que via tempestades da órbita, ao passar por cima do Golfo do México. A mensagem foi interpretada como o código de pedido de reentrada e ele foi automaticamente trazido de volta um dia antes do previsto.
Popovich encerrou o voo pousando de pára-quedas a cerca de 200 km do local de aterrissagem da Vostok 3, que também regressou à Terra praticamente no mesmo momento. O local do pouso fica localizado ao sul de Qaraghandy, no Casaquistão.
A cápsula de reentrada  hoje encontra-se em exibição ao público no Museu NPO Zvezda, em Moscou, mas foi modificada para representar a imagem da cápsula Voskhod 2.